# Примсково
Примсково (словен. Primskovo) је насељено место у општини Шмартно при Литија, Средњесловенска регија, Словенија.

## Историја
До територијалне реорганизације у Словенији било је у саставу старе општине Литија.

## Становништво
У попису становништва из 2011. године, Примсково је имало 30 становника.
| Број становника према пописима | Број становника према пописима | Број становника према пописима |
| ------------------------------ | ------------------------------ | ------------------------------ |
| 1991                           | 2002                           | 2011                           |
| 33                             | 27                             | 30                             |

Напомена: Године 1953. повећано за насеље Менгеш које је укинуто.